# Bühler
Bühler é uma comuna da Suíça, no Cantão Appenzell Exterior, com cerca de 1.621 habitantes. Estende-se por uma área de 5,61 km², de densidade populacional de 289 hab/km². Confina com as seguintes comunas: Gais, Schlatt-Haslen (AI), Speicher, Teufen, Trogen.
A língua oficial nesta comuna é o Alemão.

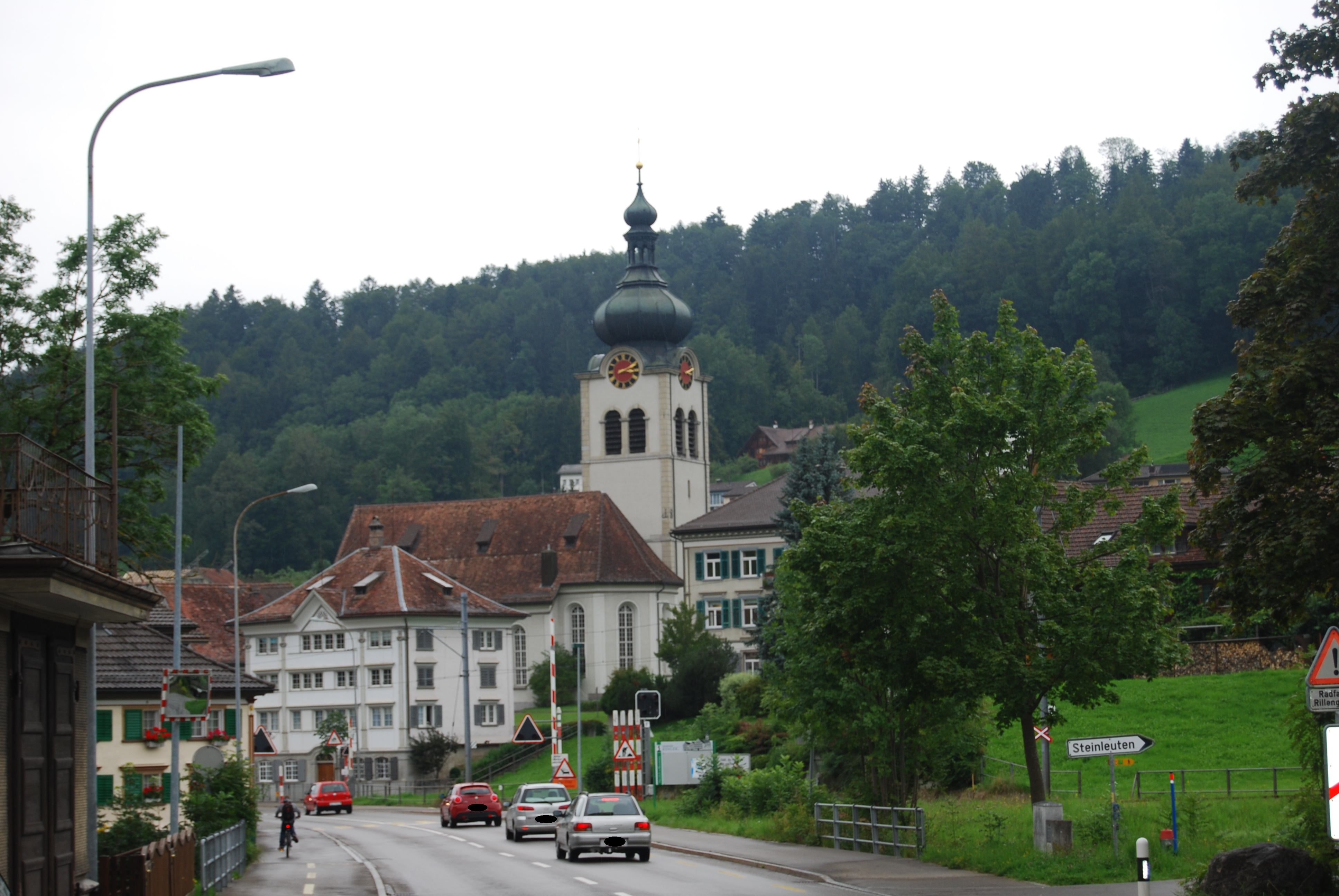
Bühler

## Comunas
| - Bühler - Gais (Suíça) - Grub (Suíça) - Heiden - Herisau - Hundwil - Lutzenberg - Rehetobel - Reute - Schwellbrunn | - Schönengrund - Speicher - Stein (Appenzell Exterior) - Teufen - Trogen - Urnäsch - Wald (Appenzell Exterior) - Waldstatt - Walzenhausen - Wolfhalden |